# Quesnelia humilis
Quesnelia humilis là một loài thực vật có hoa trong họ Bromeliaceae. Loài này được Mez miêu tả khoa học đầu tiên năm 1892.

## Giống
- xQuesmea 'Facsimile'
- xQuesmea 'Flame'
- xQuesmea 'QA-1'